# Stilte de vis bijt
Stilte de vis bijt is het honderdeenendertigste stripverhaal uit de reeks van Suske en Wiske. 
Het verhaal werd oorspronkelijk in 1978 uitgegeven. Het is nooit uitgekomen als op zichzelf staand album in de reguliere Vierkleurenreeks. Het verscheen in 2024 in de spin-offreeks Suske en Wiske in het kort.

## Locaties
- visplek bij een rivier

## Personages
- Suske, Wiske, Lambik, boswachter

## Het verhaal
Lambik gaat met de kinderen vissen en hij wandelt even langs de rivier om op een andere plek vissen te gaan vangen. terwijl Suske en Wiske vissen vangen met hun hengel, ziet Wiske opeens dat het niet toegestaan is om hier te vissen. Ze willen Lambik waarschuwen, maar zien dat een boswachter hem al in de gaten heeft. Hij gebruikt geen hengel, maar slaat de vissen uit het water alsof hij een beer is. 